# هولم (نوردفرایسلند)
هولم (به آلمانی: Holm) یک شهر در آلمان است که در نوردفرایسلند واقع شده‌است.
 هولم  ۸۲ نفر جمعیت دارد.